# Гамильтон (Огайо)
Га́мильтон (англ. Hamilton) — город, расположенный в округе Батлер (штат Огайо, США) с населением 62 447 человек по статистическим данным переписи 2010 года.

## География
По данным Бюро переписи населения США город Гамильтон имеет общую площадь в 57,2 квадратных километров, из которых 56 кв. километров занимает земля и 1,2 кв. километров — вода. Площадь водных ресурсов округа составляет 2,25 % от всей его площади.
Город Гамильтон расположен на высоте 182 метра над уровнем моря.

## Демография
| Год переписи | Нас.  |  | %±     |
| ------------ | ----- |  | ------ |
| 1820         | 660   |  | —      |
| 1830         | 1079  |  | 63,5%  |
| 1840         | 1406  |  | 30,3%  |
| 1850         | 3210  |  | 128,3% |
| 1860         | 7223  |  | 125%   |
| 1870         | 11081 |  | 53,4%  |
| 1880         | 12122 |  | 9,4%   |
| 1890         | 17565 |  | 44,9%  |
| 1900         | 23914 |  | 36,1%  |
| 1910         | 35279 |  | 47,5%  |
| 1920         | 39675 |  | 12,5%  |
| 1930         | 52176 |  | 31,5%  |
| 1940         | 40592 |  | −22,2% |
| 1950         | 57951 |  | 42,8%  |
| 1960         | 72345 |  | 24,8%  |
| 1970         | 67865 |  | −6,2%  |
| 1980         | 63189 |  | −6,9%  |
| 1990         | 61436 |  | −2,8%  |
| 2000         | 60690 |  | −1,2%  |
| 2010         | 62447 |  | 2,9%   |

По данным переписи населения 2000 года в Гамильтоне проживало 60 690 человек, 15 867 семей, насчитывалось 24 188 домашних хозяйств и 25 913 жилых домов. Средняя плотность населения составляла около 1084,2 человек на один квадратный километр. Расовый состав Гамильтона по данным переписи распределился следующим образом: 88,94 % белых, 7,55 % — чёрных или афроамериканцев, 0,29 % — коренных американцев, 0,45 % — азиатов, 0,04 % — выходцев с тихоокеанских островов, 1,28 % — представителей смешанных рас, 1,46 % — других народностей. Испаноговорящие составили 2,58 % от всех жителей города.
Из 24 188 домашних хозяйств в 31,5 % — воспитывали детей в возрасте до 18 лет, 45,5 % представляли собой совместно проживающие супружеские пары, в 15,3 % семей женщины проживали без мужей, 34,4 % не имели семей. 29,3 % от общего числа семей на момент переписи жили самостоятельно, при этом 11,7 % составили одинокие пожилые люди в возрасте 65 лет и старше. Средний размер домашнего хозяйства составил 2,45 человек, а средний размер семьи — 3,02 человек.
Население города по возрастному диапазону по данным переписи 2000 года распределилось следующим образом: 25,8 % — жители младше 18 лет, 9,8 % — между 18 и 24 годами, 29,9 % — от 25 до 44 лет, 20,2 % — от 45 до 64 лет и 14,3 % — в возрасте 65 лет и старше. Средний возраст жителей составил 35 лет. На каждые 100 женщин в Гамильтоне приходилось 92,6 мужчин, при этом на каждые сто женщин 18 лет и старше приходилось 89,1 мужчин также старше 18 лет.
Средний доход на одно домашнее хозяйство в городе составил 35 365 долларов США, а средний доход на одну семью — 41 936 долларов. При этом мужчины имели средний доход в 32 646 долларов США в год против 23 850 долларов среднегодового дохода у женщин. Доход на душу населения в городе составил 17 493 доллара в год. 10,6 % от всего числа семей в городе и 13,4 % от всей численности населения находилось на момент переписи населения за чертой бедности, при этом 18,1 % из них были моложе 18 лет и 9,8 % — в возрасте 65 лет и старше.